# Тревенцуоло
Тревенцуоло (італ. Trevenzuolo, вен. Trevensoło) — муніципалітет в Італії, у регіоні Венето,  провінція Верона.
Тревенцуоло розташоване на відстані близько 400 км на північ від Рима, 115 км на захід від Венеції, 20 км на південь від Верони.
Населення — 2761 особа (2014).
Щорічний фестиваль відбувається 18 липня. 

## Демографія
Населення за роками:

Станом на 1 січня 2023 року в муніципалітеті офіційно проживало 406 іноземців з 33 країн, серед них 145 громадян країн Євросоюзу та 10 громадян України.

## Сусідні муніципалітети
- Кастельбельфорте
- Ербе
- Ізола-делла-Скала
- Ногароле-Рокка
- Ровербелла
- Вігазіо